# Клафтон, Александр Константинович
Александр Константинович Клафтон (15 декабря 1871, Вятка — 23 июня 1920, Омск) — российский общественный и политический деятель, журналист. Руководитель Восточного комитета Партии народной свободы (кадетов).

## Образование и начало политической деятельности
Родился в семье архангельского купца, выходца из Англии Константина Моисеевича Клафтона и Елизаветы Фабер. Учился на медицинском факультете Казанского университета. На четвёртом курсе за активное участие в деятельности студенческих кружков был арестован, несколько месяцев провёл в тюрьме, не был допущен к экзаменам. Летом 1894 выслан в Самару.

## Земец и журналист
Работал в канцелярии самарского уездного предводителя дворянства. С 1901 по 1916 — секретарь Самарской губернской земской управы. С 1905 — член, затем — председатель самарского губернского комитета Конституционно-демократической партии (Партии народной свободы). Занимался журналистской деятельностью, сотрудничал с газетой «Самарский вестник», где публиковал фельетоны под псевдонимом «Сфинкс». Редактировал популярную самарскую газету «Волжский день».
Фактически находился во главе культурно-просветительской работы самарского земства. В 1908 — один из создателей и активных деятелей Самарского общества народных университетов. В 1909 по инициативе Клафтона и ряда других общественных деятелей было организовано «Общество содействия открытию высшего учебного заведения в Самаре», деятельность которого привела к открытию в городе в 1913 Высшего женского педагогического института в память 19 февраля 1861 года (первого высшего учебного заведения в истории российского земства).
Был ценителем и знатоком восточных культур. Посетил многие страны, в том числе Египет и Японию. В Египте в 1911 приобретал произведения древнеегипетского искусства для известного коллекционера Альфреда фон Вакано. В Японии приобрел коллекцию из 24 гравюр на тему русско-японской войны, которую передал в дар Самарскому художественному музею.
В 1916 был заведующим плавучим санаторием-госпиталем, организованным на теплоходе «Кашгар», на котором проходили реабилитационный курс раненные военнослужащие.

## В годы революций и гражданской войны
В 1917 участвовал в работе Совета общественных организаций и земской земельной комиссии в Самаре.
Работал в Красном Кресте. В 1918 — участник переговоров об обмене заложниками между красными и белыми властями. В декабре 1918 и в июне 1919 избирался председателем президиума Восточного отдела ЦК Партии народной свободы.
С 2 мая 1919 — директор-распорядитель акционерного предприятия «Русское общество печатного дела» (с 1 июня 1919 — Русского бюро печати), в ведении которого находились все информационные службы правительства А. В. Колчака (правительственные пресс-бюро, телеграфное агентство и отдел заграничной информации). Бюро также занималось ведением обзоров иностранной прессы «для ознакомления членов правительства с заграничным общественным мнением». Акционерами этой структуры были высокопоставленные чиновники колчаковской администрации, а также представители Центрального военно-промышленного комитета и Союза маслодельных артелей. Руководящие посты в Русском бюро печати занимали деятели кадетской партии.
С июня 1919 был членом Государственного экономического совещания.

Деятель белого движения (затем «сменовеховец») Н. В. Устрялов так вспоминал о Клафтоне, с которым тесно сотрудничал в 1919: 

Детальнее познакомившись с Восточным Комитетом, я убедился, что стоявший во главе его А. К. Клафтон (впоследствии расстрелянный в результате омского процесса с министрами Червен-Водали, Шумиловским и Ларионовым) воплощает собою лучшие традиции партии народной свободы. За восемь месяцев общей работы я близко сошелся с ним. Это был благородный, умный либерал предреволюционной эпохи, старый «земец», лишённый, однако, узко-интеллигентских шор и предрассудков. Несомненно, он мог достойно представлять собою партию. И он действительно её представлял.

## Арест, суд, гибель
После военного поражения колчаковской армии был арестован в январе 1920 в Иркутске. В мае 1920 предстал в Омске перед Чрезвычайным революционным трибуналом. На суде заявил, что в качестве главы Русского бюро печати защищал дорогие мне идеи, которым я служил всю жизнь. Решительно опровергал обвинения в распространении клеветнических материалов: Как во всякой агитационной литературе я допускал, может быть, карикатуру и гиперболу, но ни коем случае не клевету. Был приговорён к расстрелу и, после отклонения президиумом ВЦИК ходайтайства о помиловании, расстрелян 26 июня 1920.